# Krone des Kronprinzen von Norwegen

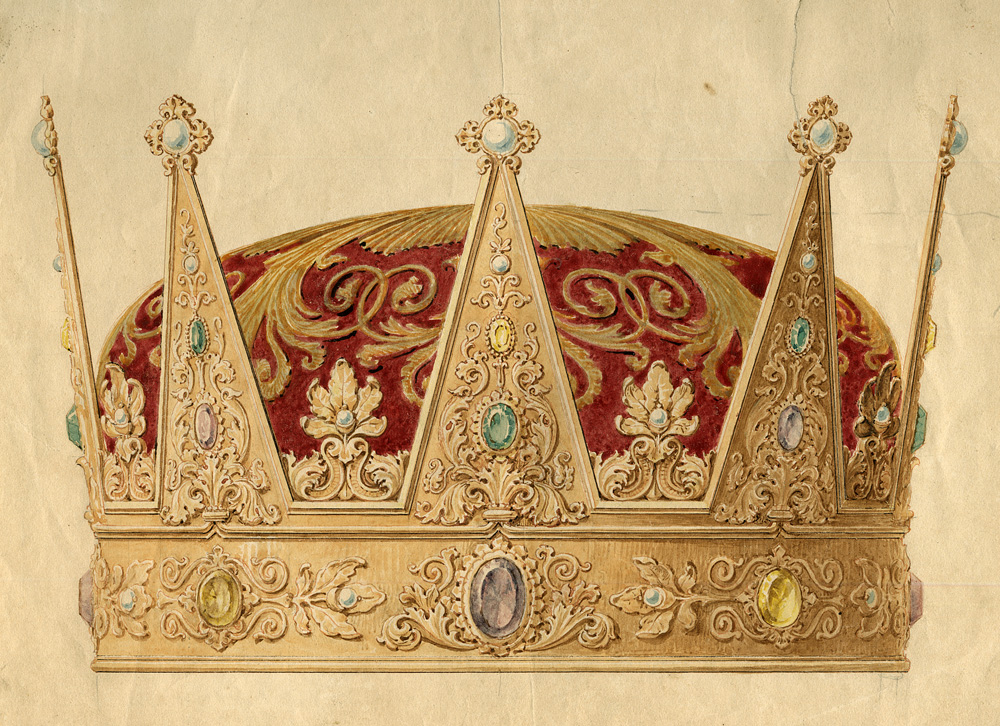
Entwurfszeichnung zur Krone von Johannes Flintoe (Frontansicht)

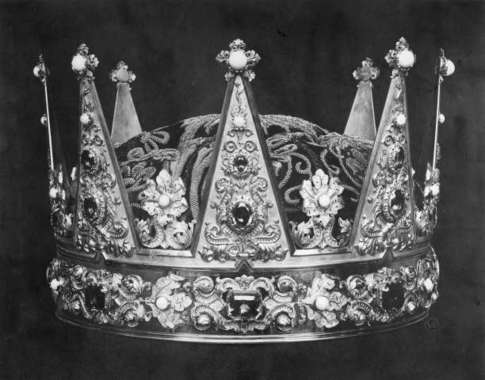
Krone des norwegischen Kronprinzen (Seitenansicht), Fotografie von 1881

Die Krone des Kronprinzen von Norwegen wurde für den späteren Karl IV. gefertigt. Er sollte sie als Kronprinz bei der norwegischen Krönung seiner Eltern, König Oskar I. und Königin Josephine, tragen. Dazu kam es aber nicht und die Krone ist der einzige Gegenstand der norwegischen Kronjuwelen, der nie zum Einsatz kam.

## Beschreibung
Die Krone des Kronprinzen von Norwegen ist eine Zackenkrone aus verschieden gefärbtem Gold mit acht Spitzen. Sie wiegt 1030 Gramm. Die Zacken sitzen auf einem Kronreif auf und tragen an der Spitze je eine große norwegische Süßwasserperle. Die Zacken sind mit floralen Elementen verziert, die unten einen Edelstein und oben eine kleine norwegische Süßwasserperle tragen. Als „Abstandhalter“ zwischen den Zacken dienen weitere florale Ornamente mit einem Blattstern an der Spitze, in dessen Mitte wiederum jeweils eine norwegische Süßwasserperle montiert ist. Der Kronreif hat einen Durchmesser von 18 cm und ist ebenfalls mit vegetabilen Appliken besetzt, die abwechselnd eine Perle und einen Edelstein tragen. Der zentrale Stein an der Front des Reifes ist ein großer Amethyst im Facettenschliff, die übrigen Steine auf der Krone sind ebenfalls Amethyste, Peridote und Citrine. Außerdem wurde – um Kosten zu sparen – an einigen Stellen auch farbiges Glas verwendet. Die Kappe der Krone besteht aus rotem Samt, der reich mit vergoldetem Silberdraht bestickt ist.

## Geschichte
Nach der Thronbesteigung von König Oskar I. und Königin Josephine 1844 stand auch deren norwegische Krönung an. In Vorbereitung auf den Staatsakt wurde 1846 eine Krone für den Kronprinzen beschafft – Vorbild waren entsprechende schwedische Gegenstücke. Der Entwurf stammt von Johannes Flintoe, hergestellt wurde sie durch den Goldschmied Colbjørnsen Øyset in Kristiania (heute: Oslo). Sie ist damit die einzige der drei Kronen im Bestand der norwegischen Kronjuwelen, die in Norwegen gefertigt wurde. Die Krönung von König Oskar I. und Königin Josephine scheiterte jedoch letztendlich daran, dass Königin Josephine römisch-katholisch war und die lutherische, norwegische Staatskirche die Krönung verweigerte, woraufhin auch König Oskar I. darauf verzichtete. Eine norwegische Krönung der beiden fand nie statt.
Bei den nachfolgenden Königspaaren, die alle in Trondheim gekrönt wurden, gab es zum Zeitpunkt der jeweiligen Krönung nie einen erwachsenen Kronprinzen und für Kinder war die Krone des Kronprinzen von Norwegen sowieso zu groß. 1908 wurde die norwegische Verfassung geändert und die Vorschrift über die Krönung abgeschafft, was zugleich als Abschaffung der Krönung selbst verstanden wurde. Die Krone des Kronprinzen von Norwegen wurde deshalb nie verwendet.
Die Krone ist seit dem 22. Juni 2006, dem 100 Jahrestag der Krönung von König Haakon VII. und Königin Maud, zusammen mit den übrigen Regalien im Erzbischöflichen Palast in Trondheim dauerhaft ausgestellt. Zuvor wurde sie im Tresor der Außenstelle Trondheim der Norges Bank aufbewahrt.